# Ecce Homo (Elías García Martínez)
Ecce Homo je freska s motivem zbičovaného Krista (Ecce homo), již namaloval v roce 1930 na zeď kostela ve španělské Borje malíř Elías García Martínez, profesor umění ze Zaragozy. Později se stala jedním z nejznámějších obrazů Ježíše Krista s trnovou korunou poté, co se ji místní osmdesátiletá farnice Cecilia Gimenéz v roce 2012 pokusila zrestaurovat.
Obraz v jejím provedení byl pak někdy posměšně nazýván Ecce Mono (mono = španělsky opice) a dodnes zůstává dokonalým příkladem nepovedené restaurace obrazu.[zdroj?] Upravené dílo se dočkalo masivního posměchu od lidí, kteří v obraze místo Ježíše viděli podobu jakési opice,[zdroj?] což pobouřilo kněze, kteří vyhlásili, že nechají obraz přemalovat.[zdroj?] Na druhou stranu se však vyrojily skupiny lidí, kteří obraz vychvalovali jako kritické veledílo či ikonu moderního umění.[zdroj?] Obraz si získal velkou popularitu také na internetu, kde se stal internetovým fenoménem.[zdroj?] Již první rok po restauraci obrazu utratili turisté za vidění díla přes padesát tisíc euro.[zdroj?] Svůj podíl věnovala Cecília Gimenez na charitu.[zdroj?]